# Кошаркашка Кућа славних
Кошаркашка Кућа славних  (енгл. Naismith Memorial Basketball Hall of Fame), одаје признање онима који дали огроман допринос у развоју и популарности кошарке, као играчи, тренери, судије, и организатори. Ова установа покушава сачувати и промовисати кошарку на свим нивоима, и постати врхунска кућа кошаркашке историје.

## Начин избора
У првом степену избора, постоје 4, седмочлана жирија (по једна за сваку област; амерички кандидати, кандидати жене, међународни кандидати и категорија ветерана који су пензионисани са 35 и више година). Кандидати који добију 5 гласова пролазе у други круг.
У другом кругу 12 чланова жирија гласају за сваког кандидата, а још 3 жирија са 12 чланова гласају у категоријама, кандидати женe, међународни кандидати и категорија америчких и кандидата ветерана. На тај начин сваки кандидат може добити 24 гласа, а они који добију, најмање 18 гласова постају чланови Куће славних.  
Из Србије и Југославије у Кућу славних су примљени Бора Станковић (1991), Александар Николић (1998), Дражен Далипагић (2004), Владе Дивац (2019), Радивој Кораћ (2022). Док су последњих неколико година кандидати Душан Ивковић и Ранко Жеравица — Ивковић је номинован као играч, а Жеравица као тренер.